# Młody Las
Młody Las; inne nazwy: Związek Polaków „Młody Las”, Tajny Związek Młodzieży Wiejskiej „Młody Las” – polska młodzieżowa organizacja konspiracyjna, działająca od połowy 1941 roku do końca II wojny światowej na Pomorzu Gdańskim.

## Historia
Organizacja została utworzona 5 maja 1941 w Malborku z inicjatywy Aleksandra Wiśniewskiego ps. „Ali”, Narcyza Kozłowskiego ps. „Szary”, Antoniego Janowicza ps. „Ksiądz” i Romana Dzierzbickiego ps. „Kłos”. Być może wywodziła się z grupy konspiracyjnej powstałej w październiku 1939 we wsi Rojewo koło Rypina w środowisku miejscowej młodzieży i nauczycieli, na czele której stał N. Kozłowski. Grupa ta została rozbita na przełomie lat 1939/1940. Wywieziona przez Niemców na Powiśle młodzież stworzyła tam bazę Związku Polaków „Młody Las”. Część badaczy przedstawia też wersję o harcerskim rodowodzie organizacji. Jej struktury istniały wśród przymusowo zatrudnionych w zakładach i gospodarstwach rolnych w rejonie Malborka, Kałdowa, Nowego Stawu, Waplewa Wielkiego, Starego Pola czy Brodnicy. Ogółem liczyła ponad 30 członków oraz większą liczbę sympatyków i niezaprzysiężonych. Prowadziła głównie działalność służącą krzewieniu patriotyzmu, umacnianiu wiary katolickiej, samopomoc, propagandę (gazetka „Młody Las” z informacjami z nasłuchu radiowego i odezwami) i tajną oświatę wśród polskiej młodzieży wywożonej do Prus Wschodnich. W wyniku zdrady kuriera Bernarda Czołby ps. „Topór”, aresztowanego przez Gestapo na początku 1942 roku w pociągu koło Torunia, doszło do dekonspiracji organizacji i licznych aresztowań, które objęły również członków Polskiej Armii Powstania i Armii Krajowej. Kolejna prowokacja Gestapo doprowadziła w maju 1944 do dalszych ofiar. Nieliczne komórki organizacji przetrwały do wyzwolenia Pomorza.
Obecnie istnieje organizacja kombatancka o nazwie Związek Polaków „Młody Las”.
2 marca 2020 zmarła ostatnia członkini Młodego Lasu – Regina Krzos.